# تپه شیرزادی
تپه شیرزادی مربوط به دوره نوسنگی است و در شهرستان گیلانغرب، بخش گواور، دهستان گواور، ۶۰۰ متری جنوب شرقی روستای سید ایاض واقع شده و این اثر در تاریخ ۲۶ اسفند ۱۳۸۶ با شمارهٔ ثبت ۲۱۸۰۵ به‌عنوان یکی از آثار ملی ایران به ثبت رسیده است.